# Pertuis
 Pertuis  (en occitano Pertús) es una población y comuna francesa, en la región de Provenza-Alpes-Costa Azul, departamento de Vaucluse, en el distrito de Apt y cantón de Pertuis.
Está integrada en la Communauté d'agglomération du Pays d'Aix-en-Provence.
Aunque es famosa por sus patatas, en la actualidad este cultivo ya no es habitual en el lugar.

## Demografía
| 3 700 | 4 000 | 4 440 | 4 616 | 4 380 | 4 470 | 4 487 | 4 766 | 4 959 | 4 859 | 4 839 | 5 494 | 5 649 | 5 612 | 5 484 | 4 927 | 4 910 | 4 838 | 4 956 | 4 973 | 4 772 | 5 030 | 5 401 | 5 229 | 5 556 | 5 621 | 6 774 | 8 355 | 10 117 | 12 430 | 15 791 | 17 833 | 18 680 |
| Para los censos de 1962 a 1999 la población legal corresponde a la población sin duplicidades (Fuente: INSEE [Consultar]) |       |       |       |       |       |       |       |       |       |       |       |       |       |       |       |       |       |       |       |       |       |       |       |       |       |       |       |        |        |        |        |        |